# José Nasazzi
José Nasazzi Yarza (ur. 24 maja 1901 w Montevideo, zm. 17 czerwca 1968 tamże) – urugwajski piłkarz grający na pozycji obrońcy.

## Życiorys
Nasazzi był synem Włocha i Baskijki.

### Kariera klubowa
Urugwajczyk jest wychowankiem CA Lito. W trakcie kariery reprezentował jeszcze zespoły CA Bella Vista i Nacionalu Montevideo, gdzie zdobył dwa mistrzostwa kraju. W czasach futbolu amatorskiego zarabiał pracując w zakładzie obróbki marmuru oraz jako krupier w kasynie.
W 1934 roku (a więc jeszcze w trakcie piłkarskiej kariery piłkarza) stadion Bella Vista został nazwany jego imieniem.

### Kariera reprezentacyjna
Nasazzi był pięciokrotnym uczestnikiem Copa America (złoty medal 1923, 1924, 1926, 1935, brązowy 1929), dwukrotnym mistrzem olimpijskim (Paryż 1924 i Amsterdam 1928) i jednokrotnym Mistrzem Świata z 1930 roku. Wszystkie sukcesy odnosząc jako kapitan reprezentacji, której od 1923 roku był kapitanem.
Przez wielu uważany za najwybitniejszego piłkarza w historii urugwajskiej piłki. W trakcie kariery cieszył się niezwykłą estymą i szacunkiem innych piłkarzy - nosił przydomki: Terrible (straszny) lub Mariscal (marszałek). Słynął z twardej i zaangażowanej gry oraz długich podań na 50 metrów.
Po jego śmierci została ogłoszona w Urugwaju żałoba narodowa.

## Sukcesy
Klubowe
- Primera División:  1933, 1934

Urugwaj
- Mistrzostwo Świata: 1930
- Złoty medal Igrzysk Olimpijskich: 1924, 1928
- Copa America: 1923, 1924, 1926, 1935

Indywidualne
- Najlepszy piłkarz Copa America: 1923, 1935
- Najlepszy piłkarz Mistrzostw Świata: 1930